# Keratea
Keratea  este un oraș în Grecia în prefectura Attica.